# 艾默里 (耶路撒冷國王)
吕西尼昂的艾默里（法语：Aimery de Lusignan；1145年—1205年4月1日），第十四任耶路撒冷国王（称艾默里二世，拉丁语：Aimericus，1197–1205）及首任塞浦路斯国王（称艾默里一世，1194–1205）。他是耶路撒冷国王居伊之兄。